# 羅薩莉婭 (堪薩斯州)
羅薩莉婭（英語：Rosalia）是位於美國堪薩斯州巴特勒縣的一個非建制地區。

## 地理
羅薩莉婭所處的海拔為高於海平面463米（即1519英呎），而該地所採用的時區為UTC-6，即北美中部時區（CST）。同時該地設有夏令時間，為UTC-6調快一小時，即UTC-5（CDT）。